# 更審
更審，是權利救濟程序之一，指「對『未確定之判決』提起上訴的一般救濟程序」，亦即上級法院廢棄或撤銷下級法院判決，發回該下級法院重新審理的程序。
值得一提的是，上級法院若在廢棄或撤銷原判決後逕行作出判決，即不會發回更審（這種情況在中華民國並不常見。）

## 中華民國
臺灣的更審目前依循中華民國法律規定，僅指民事、刑事訴訟中，最高法院認為上訴有理，撤銷二審法院（高等法院）原判決、發回二審法院「更為審理」之處分，即簡稱更審。調查證據不詳、採證違法、判決理由矛盾、理由不備、事實認定錯誤與判決適法不當等理由都有可能發回更審。